# Monorierdő
Monorierdő község Pest vármegyében, a Monori járásban. 2006-ig Monor város településrésze volt.

## Fekvése
Monorierdő Magyarország szívében a vármegye középső részén, Budapesttől délkeletre 42 km-re, a 4-es főút 41. kilométerszelvényének és a Budapest–Cegléd vasútvonal 44. kilométerszelvényének érintkezési pontjában, a Budapest Liszt Ferenc nemzetközi repülőtértől 22 km-re, két nagytáj, az Alföld és az Északi-középhegység, azon belül a Gödöllői-dombság és a Duna–Tisza közi homokhátság találkozásánál helyezkedik el.
Az Alföld északi részébe belenyúlnak a Cserhát végső ágai, melyek azonban csak alacsonyabb dombokból állanak, s összefüggő hegyeket nem képeznek; e dombvidék 2-300 m-nél magasabbra nem emelkedik, csakis a megye ÉNy-i részében tömörülnek összefüggő hegylánccá, amely a Vác fölötti Nagyszálban 652 m magasságot ér el, a dombvidék nagyobb völgyei a Galga és Rákos bevágásai. A dombvidék végső nyúlványai Pilis és Monor táján tünnek el.
A Cserhát déli nyúlványihoz hullámos földhát (110-130 m) csatlakozik, mely 30-50 km szélességben a Duna és Tisza közt egyenesen dél felé nyúlván, a két folyó vízgyűjtőjét egymástól elválasztja; e földhát száraz, homokos és egész kiterjedésében nem öntözi említésre méltó patak. Helyenként apró homokbuckák vannak rajta, másutt hosszan elnyúló homokpadok és dombok, amelyek főleg három ágban húzódnak dél felé. Az egyik Taksonytól Baja felé, a másik Nyáregyházától Izsák felé, a harmadik Cegléd és Albertirsa felől Kiskunmajsa felé. E homokhátak legnagyobb része ÉNy-ról DK-felé terjed, s irányuk az ÉNy. felől fúvó uralkodó szelektől ered. A homokbuckák és -padok közt kisebb-nagyobb völgyelések vannak, melyek gyakran vizzel telnek meg, száraz időben azonban rendesen kiszáradnak.
A Cserhátvidékhez tartozó Gödöllői-dombság része a Monor-Irsai dombság már csak szelíd dombvidék a község északi határán. Felszíne gyengén, helyenként közepesen tagolt. Monorierdő határában, a Monor-Irsai dombságon a tetőszintek átlagosan csupán 150 méter magasak. A Gödöllői-dombság utolsó nyúlványai – úgy is mondják errefelé: „a hegyek kis körme”.
Monor délnyugati részén végződik a Duna jégkori hordalékkúpja, a Pesti-hordalékkúpsíkság, keleten már az Alföldhöz tartozó Pilis-alpári-homokhát határa Monorierdőnél kezdődik. A két kistáj között az átmenet folyamatos. A megosztás alapja a vízrajz. A Pesti-hordalékkúp-síkságról a Duna, a Pilis-alpári-homokhátról pedig a Tisza felé folynak a vizek, azaz a kettő közti tényleges határ a Duna-Tisza fő vízválasztója. Mindkét kistáj alapja a harmadidőszakban rakódott le. A pannon üledékes kőzetre települtek a pleisztocén üledékek. A Pesti-hordalékkúp-síkságon már megjelenik a futóhomok, a Pilis-alpári-homokháton pedig a felszínt döntő többségében ez a kőzet borítja. A laposokban helyenként agyagos és szikes talajok is előfordulnak.
A Bogárzó mintegy 150 ha-os kiterjedésével Monorierdő környékének egyik legértékesebb területe, a hajdani, homokpusztagyepekkel borított buckavidék egyik utolsó, közel természetes állapotban megmaradt darabkája. Élővilága az egykori sokszínűséget idézi, több védett, fokozottan védett növény- és állatfajjal büszkélkedhet. A Bogárzó-tó még az 1970-es években is megvolt, ma már a nyomát is alig találni. A területet szegélyező facsoportok odvaiban fészkel a színeivel trópusokat idéző szalakóta, a homokfalak üregeiben költenek a színpompás gyurgyalagok, a domboldalakon lévő kotorékjaikban tanyázó ürgéket kerecsensólyom tizedeli, a közeli hodálynál pedig találkozhatunk egy kis termetű, kurta rigó méretű baglyocskával, a kuvikkal. Növényvilága is gazdag: nagy állományokban tenyészik a homoki területekre jellemző, egész buckaoldalakat hullámzó tengerré változtató kunkorgó árvalányhaj, ezer-ezerötszáz tövet számlál az agárkosbor-állomány, de jelentős számban fordul elő a kis termetű, sárga színű homoki nőszirom, a nyár végén illatozó, rojtos szirmú kései szegfű, és a buckatetők nyíltabb foltjaiban virító báránypirosító, a régi pásztorok juhjelölő növénye is.
Monorierdő a második világháború előtt, 1937. július 10-én megnyitott hideg vizű strandjával kedvelt üdülőhely volt.

### Megközelítése
- Közúton Budapest és Szolnok irányából is a 4-es főúton érhető el, hiszen az végighúzódik a település belterületén. Északkeleti határszéle közelében húzódik az M4-es autóút is, annak azonban Monorierdő területén nincs csomópontja, így az onnan érkezőknek vagy Monornál, vagy Pilisnél kell letérniük. Déli szomszédja, Nyáregyháza és az azon átvezető 4605-ös út felé a 46 103-as számú mellékút kínál közúti kapcsolatot.
- A hazai vasútvonalak közül a Budapest–Záhony-vasútvonal érinti, amelynek egy megállási pontja van itt, Monorierdő megállóhely.

## Címerleírás
Álló háromszög pajzs zölddel és arannyal hasítva. A jobb oldali zöld mezőt a vágás helyén hullámos arany szalag osztja, felette tizenhat sugarú arany nap, a pajzstalpban kacsos, száras, arany szőlőlevél lebeg.
A bal oldali arany mezőben stilizált, gyökeres, tizenegy leveles zöld fa (tatár juhar) lebeg.
A pajzs felső éle felett, azzal egyező hosszban arannyal a MONORIERDŐ felirat olvasható.
A címer motívumai a község területének kedvező éghajlati és természeti adottságaira utalnak, hangsúlyozzák azt, hogy a településen élők számára fontos a természeti környezet és annak megóvása.
A tatár juhar a környéken őshonos megbecsült fafajta, az arany szalag az itt feltárt értékes termálvizet jeleníti meg. A szőlőlevél az 1960–70-es években Szárazhegyre telepített és azóta is termő szőlőt és az abból készített jó minőségű bort idézi.

## Története

### Monorierdő területe 1932-ig
Monor első okleveles említése III. Béla király uralkodása idejéből (1173–1196) való. Korábbi településnek nincs nyoma, csak népvándorlás korabeli szórvány leletek kerültek elő. A III. Béla király idejéből származó oklevél a II. világháború alatt megsemmisült az Országos Levéltárban. A legkorábbi, ma is meglévő királyi oklevél 1398-ban, Zsigmond király uralkodása idején keletkezett: „A bácsi káptalan Zsigmond király február 20-án kelt parancsára Maroth-i János székely ispánt beiktatja Atyai Zaar László fia Miklós fia János többek között Sambok-i Monar-i Pest megyei, és Perbar-i Pilis megyei, és egyéb Valkó megyei birtokaiba.” (Zsigmondkori oklevéltár I–VI. Szerk.: Mályusz Elemér és Borsa Iván. Bp., 1951–1999.)
Újfalu (Wyfalu) első okleveles említése (1324. március 23.). (Bártfai)
Az egri káptalan 1446-ban délvidéki birtokait elcserélte a Maróthiak Pest és Pilis vármegyei birtokaival, így Monor környéke is az egri érsekség alárendeltségébe tartozott. Maróthi János fia, László 1446-ban Monor, Újfalu és Zsiger helységeket elcserélte más birtokokért az egri káptalannal "Szabad puszta Pest Várm. földes Ura az Egri Káptalanbéli Uraság, nagy része vőlgyben van, Bitske, Gomba között, földgye, és szép kaszállóji vannak." Monor földesura 1848-ig az egri káptalan, és 1909-ig legnagyobb földbirtokosa volt.
1446-tól az egri káptalan birtokcseréjétől feltételezhetők a Monor környéki szőlőtelepítések, ugyanis 1446-tól Eger város katolikus egyháztanácsa lett Monor földbirtokosa. Az egri szőlészet és borászat hatására, a káptalan ösztönzésére történtek meg a szőlőültetések. Az egri káptalan Monor környéki birtokán a helybéli lakosok telepítették és művelték a szőlőt.

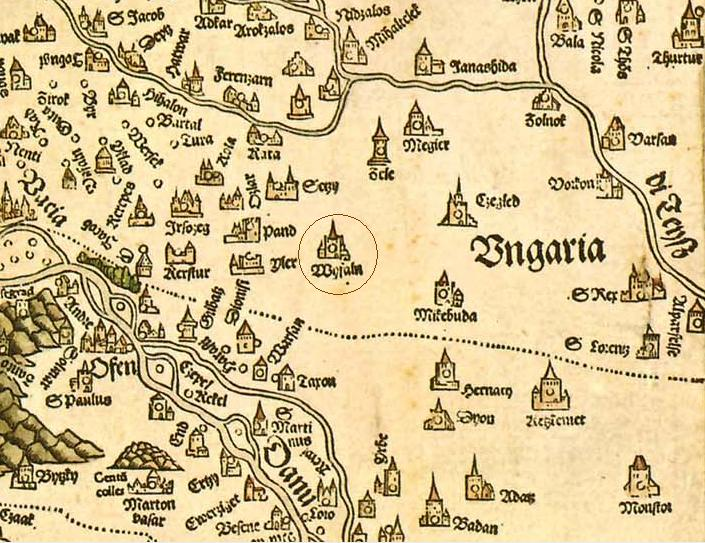
Wyfalu Lázár deák térképén

Az első térképi ábrázolás Magyarországról Lázár deák térképe a Tabula Hungariae, amely 1514 és 1528 között készült. A térképen Szolnok, Pánd, Kerepes, Cegléd, Mikebuda, Isaszeg, Tápiószele és Monorierdőtől Ny-ÉNy-ra levő Wyfalu  (Újfalu) neve olvasható a környékről. Lázár-deák térképe messze felülmúlja a korábbi idők Magyarországot ábrázoló térképeit. Tartalma rendkívül gazdag. A települések rajza igen részletes, nem csak a helyüket határozta meg – valószínűleg saját felmérése alapján – hanem tekintettel volt külső alakjukra is. A térkép középső részén pontsor határolja el a török által már elfoglalt magyarországi területet. Első pillantásra eltorzultnak látszik a Duna olyan jellegzetes magyarországi észak-déli futása, ez a torzulás azonban csak látszólagos. A térkép ugyanis nem fekszik a kereten feltüntetett égtájaknak megfelelő helyzetben. A térkép keretének északi iránya és a valódi északi irány között kb. 45 fokos eltérés mutatkozik keletre, az átdolgozás során keletkezett hiba miatt.
A Duna-Tisza köze közvetlenül a mohácsi csata után szenvedte el az első török pusztítást. I. Szulejmán szultán Budavárában pihent s onnan 1526. szeptember 24-én indult el, hogy a Duna-Tisza közén áthaladva országába visszatérjen. Szeptember 19-én készült el a Dunán vert híd, amelyen a török seregnek át kellett szállnia. A bal parton a szultán két részre osztotta seregét. Az egyik az ő személyes vezetése alatt a Duna bal partján vonult le Bácskába, míg a másik, Ibrahim nagyvezírrel az élén, a Tisza jobb partján haladt. Természetes, hogy a garázda török csapatok ily módon Pest vármegye egész területén keresztülgázoltak, s azt jóformán letarolták. I. Szulejmán szultán naplójának egyes adataiból következtetve különösen Nagykőrös, Cegléd és Kecskemét környéke szenvedett sokat az átvonuló töröktől.
1526-ban a török ismétlődő hadjáratokkal, közbeeső szünetekkel pusztította a vidéket, míg végül 1541–1566 között kialakult az ország közepébe ékelődő új végvonal. Ez volt a pusztulás első időszaka, amely főleg a nagy felvonulási útvonalak mentén falvak sorát törölte el a föld színéről.
Miután 1541. aug. 29-én – a mohácsi csatavesztés évfordulóján – a török végleges szándékkal megszállta Budát, Vác is a kezére került környékével együtt. Egy 1542. jan. 9-én kelt levél szerint: „Pest környékén pedig, amelyet teljesen hatalmában tart a maga birodalmából több mint 40 000 embert telepített le, mindenféle iparosokat, kereskedőket, felosztván közöttük a földeket, a keresztény lakosságot pedig Törökországba szállította, hogy azon földeket művelje, amelyeket az idetelepítettek elhagytak." A szám mindenképpen túlzó, de jelzi azt a pánikot, amelyik jellemezte a török hódítás legelejét és utal a török telepítési politikájára is. A betelepített polgári lakosság természetesen csak kisebb részben volt török, nagyobb részben inkább délszláv kézművesek és kereskedők.
A török birodalmi haderő kártételeit csak tetőzte az, hogy a törökök Buda biztosítására újabb és újabb területekre terjesztették ki a megszállást. Ennek a folyamatnak volt a része, hogy a budai pasa 1543-ban elfoglalta Vácot, 1544-ben Nógrádot, Hatvant és ezzel a nógrád–hatvani vonaltól délre eső terület bekerült a hódoltságba, elkezdődött rajta a török adminisztráció. Pest megyében már csak egyetlen és nem is jelentős erősség tartotta magát a török ellenében, Csővár 1552-ig, amikor elesett Nógrád vármegyében is Drégely, Gyarmat, Hollókő és Buják.
Újfalu  lakott hely még 1546–1559 között. (Káldy-Nagy Gyula)
1593-ban a hódoltság ismét hadszíntérré vált. 1594 nyarán az Oszmán Birodalom segédcsapatai – a tatárok – elözönlötték a Duna–Tisza köze vidékét, s ettől kezdve éveken át a hódoltságban teleltek. A Duna bal parti részét teljesen kiélték, és 1597-ben kétszer is végigrabolták. Hartyáni János, Pest és Solt vármegye alispánja és szolgabírája ebben az évben ezt írta a Szepesi Kamarának: "… minthogy az ellenségnek felrohanásáért, úgy mint az tatárok Szent György napban feljövéséért és rablásáért a szegénység megfutamék, az egész föld elpusztuló, kit levágnak, kit elvisznek az szegénységben… csak marada az három város Pest vármegyében, úgymint Kecskemét, Cegléd és Kőrös."

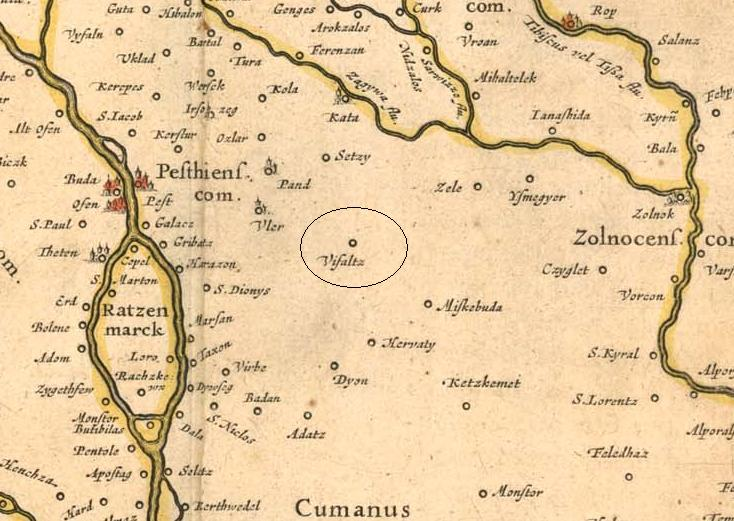
Vifaltz a holland és az európai kartográfiatörténet egyik legnagyobb alakjának Willem Blaeunak, 1645-ben kiadott térképén

A pusztulás teljes volt. A Duna bal parti részén, ahol a XVI. század második felében, 87 mezővárosban és faluban 1140 és fél portát írtak össze, 1647-ben már csak 53 helységben volt élet, és csupán 134 portát számítottak utánuk. Ekkor néptelenedett el Ócsa és Cegléd között a megye egész síksági része. Az 1606. évi – bécsi és zsitvatoroki – béke idején ez a vidék már sívó pusztaság volt. 
A törökdúlás és az azt követő zavaros idők teljesen néptelenné tették a Duna-Tisza közének nagy részét. Már a törökök kiűzése előtt felállították az ún. „neoaquistica comissió”-t (Újszerzeményi Bizottság), amely a felszabadult területek egykori földesurainak birtokjogait vizsgálta felül. Ezzel párhuzamosan közvetlenül a török kiűzése után a magyar hatóságok összeírást rendeltek el annak érdekében, hogy felmérhessék a 150 évig tartó idegen elnyomás által okozott károkat, pusztításokat, valamint hogy számba vegyék a megmaradt értékeket.
Erre az összeírásra 1690-ben került sor, melyben Újfalu sok más községgel együtt az elhagyott helységek között szerepel, tehát a török hódoltság itt is csak a pusztulás nyomait hagyta, a történelmi Pest vármegyének majdnem teljes elvadulását eredményezte.
Később sem települt újra, területét Monor határába olvasztották be, nevét az Újfalusi-dűlő helynév őrzi.
"'Az egri káptalannak van a határon mintegy 300 hold szabályszerűleg jól kezelt szép tölgyes és akácos erdeje'… Ujfalu puszta, amely… a török világ alatt elpusztult…"(Monori Helytörténeti Kör 3. füzet)
A Kocsis Mihály történeti feljegyzéseiben, egykor "Újfalu"-nak ismert községről (a mai Kucsera-tanya körüli hely) úgy emlékezik meg, mint amelynek lakosai felvették Luther tanait, vezetőjük 1680 táján egy Jakabfalvi Imre prédikátor volt.A török kiűzése után, a környékre 1696-ban visszatelepült 106 családból kilencvennek volt évi 4-5 hektó bort adó szőlője.
Az 1736-ban Mikoviny Sámuel  Archiválva 2008. október 10-i dátummal a Wayback Machine-ben által készített Pest vármegye részletező térképe tünteti fel a Monor nevet először. Monor és Pilis közé ezen felül egy 5–7 km hosszú, 3–5 km széles tavat is ábrázol (Nagy-Bogárzó, Kis-Bogárzó) amelyet egy a Gödöllői-dombság lejtőiről, Maglód magasságából eredő, DK-i irányba tartó vízfolyás táplált.A térkép Bél Mátyás "Notitia Hungariae Novae, historico geographica… – Jegyzetek Magyarország új történelmi földrajzához" III. kötetéhez készült mellékletként. A műben az alábbiakat olvashatjuk Monorról: „Monor a Szolnokról Pestre vezető királyi út mellett, délre egy mérföldre és az erdők szélén fekszik. Északról az említett erdők fekszenek. Ami a többi határrészt illeti, mezőkre oszlik, egri papság tisztelendő káptalan birtokának imígy-amúgy termő gabona-, abrak-, szántó földjei révén.”
„MONOR. Magyar falu Pest Várm. földes Ura az Egri Káptalanbéli Uraság, lakosai katolikusok, fekszik Péterihez 1/2, Pilishez, Üllőhöz is egy mértföldnyire, bora meg lehetős, és sok terem; úgy mindenféle gabonája is, határjok szűk lévén, Zsigár, és Matko nevű pusztákat is árendállyák az Uraságtól, van erdőtskéje is.” (Vályi András: Magyar Országnak leírása, 1796)
„A megye alsó részében elpusztúlt igen sok falu, s a megmaradottakban is alig maradt lakos; de itt, a megye éjszaki halmosabb részeiben, oldalt az úttól, melyen a hódító haladt, épen maradt a községek nagyobb része. Sőt a délibb részekből elköltözöttek is, e helyeken találtak ideiglenesen tanyát. Úgy szólván csak a Tápió alsó folyása felé fekvő laposabb helyek pusztúltak el, az éjszakra és éjszak-nyugatra fekvők megmaradtak. Tápió-Ságh, Tápió-Sáp, Bicske, Farmos, Szent-Márton, a sok tavú Nagy-Káta, stb. úgy telepűlt újra a török elűzése után; de Kóka, Verseg, Héviz, Tura, Zsámbok, Valkó, Valkó-Szent-László, stb. lakott helyek voltak a török alatt is. Az újra telepűlt községek lakói a világ négy tájai felől sereglettek ide, innen-onnan szállingózó magyarok, felvidéki tótok, stiriai és württembergi németek vegyest. Az összeolvasztó elemet csakis az a magyarság képezte, a mely a harczias idők viharait valamiképen kiállotta. A betelepűlt községek egy része még alig száz esztendeje áll fönn, nyelvét többé-kevésbé mindegyik megtartotta, de szokásokra és erkölcsökre nézve elenyészően kicsiny a különbség. Monoron példáúl megvan a németeknek ma is külön útczasoruk, de csak a családnevek s az apáról fiúra szállt hagyomány mutatja, melyik a német, melyik a magyar. Berczel kétszer is telepűlt: először hannoveri németek szállották meg II. József alatt, majd, miután ezek kipusztúltak a cholerában, mások jöttek az üresen maradt házakba, részben németek Soroksárról, Solymárról, részben magyarok Czeglédről, Úriból; és ma az utódok között bajos különbséget tenni. A megyének ebben a részében maradtak meg leginkább a régi birtokos családok. Alig van falu, melyben ne volna egy-egy csinosabb úri lak. Legnagyobb részük a múlt században s e század elején épűlt; újabban kevés.” Az Osztrák–Magyar Monarchia irásban és képben Archiválva 2008. március 27-i dátummal a Wayback Machine-ben

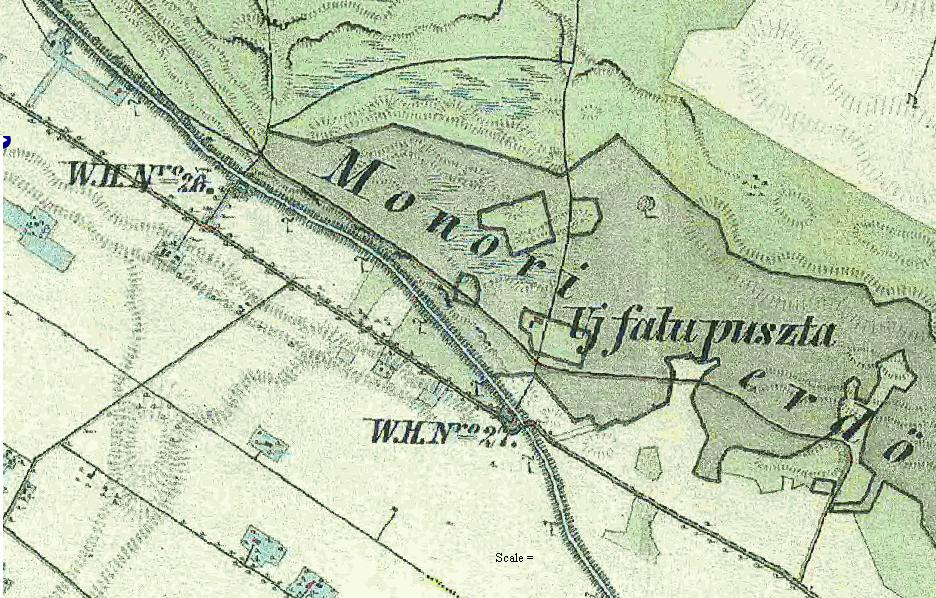
Monorierdő térképe a III. katonai felmérés korából, (1869–1887)

1851 „Monor, derék nagy magyar helység, Pest-Pilis vmegyében, a szolnoki vasut mentiben, Pesthez 3 óra, 3812 lakossal, kik közt 900 kath., 80 evang., a többi reformatus. Kath. és ref. anyatemplomok. Közép termékenységű határát nagy szorgalommal mivelik jámbor lakosai. Szőlőskert. Földes ura az egri káptalan.”
„Monor Mező Város határában még pedig annak alsó szélin határ melletti részén egy ős erdő áll, melly mai napig Ujfalusi erdőnek neveztetik, – ezen erdő, és környéke hajdan Aranyos Újfalu nevű község volt, mellynek romjaira még a' most életben lévő emberek is emlékeznek, állitolag azonban a' Török hadjárat pusztitványa. Ezen aranyos újfalu határába, melly most Monorhoz vann kebelezve, jelvényei azonban még láthatók, a' mostani Száraz hegyi, Pipis halmi, Kankó halmi, Város réti, és vas úti düllök, és a' legellönek egy része vann, – a' Pipis halmi, Kankó halmi, Város réti, és vas uti düllökön 1845ik évben történt tag osztály óta tanya épületek vannak, 's ez a' gazdák tagositott birtokjok. — Szárazhegyi dűllő az egri főkáptalan mint földes úrnak a legellövel együtt esett birtokába. Ezen legeilön áll a' Káptalannak egy nagy szerű három szegü birka majorja, és egy nagyobb csősz és pásztor háza. Kelt Monoron 1863. dec 18. János bíró” (Pesty Frigyes kéziratos helynévtárából)
„A betelepűlt községek egy része még alig száz esztendeje áll fönn, nyelvét többé-kevésbé mindegyik megtartotta, de szokásokra és erkölcsökre nézve elenyészően kicsiny a különbség. Monoron példáúl megvan a németeknek ma is külön útczasoruk, de csak a családnevek s az apáról fiúra szállt hagyomány mutatja, melyik a német, melyik a magyar. Berczel kétszer is telepűlt: először hannoveri németek szállották meg II. József alatt, majd, miután ezek kipusztúltak a cholerában, mások jöttek az üresen maradt házakba, részben németek Soroksárról, Solymárról, részben magyarok Czeglédről, Úriból; és ma az utódok között bajos különbséget tenni.
A megyének ebben a részében maradtak meg leginkább a régi birtokos családok. Alig van falu, melyben ne volna egy-egy csinosabb úri lak. Legnagyobb részük a múlt században s e század elején épűlt; újabban kevés. A sok jobbágymunka fölött rendelkező urak nagy terjedelmű tágas házakat építettek, itt-ott még a háborús időkra is tekintettel. Magas, világos, óriási termek jellemzik ezeket az épületeket. Ime bemutatjuk közűlök az acsai kastélyt meg a pilisit. Az előbbi a báró Prónayak majorátusi tulajdona, a múlt század első felében épűlt, s gyönyörű könyvtáráról és szép gyűjteményeiről is nevezetes. A pilisit a Beleznay grófok építették, a múlt század második felében, ma – fájdalom – düledezésnek kezd indulni, s befoly az eső abba a lakosztályba is, melyben egykor a nagy emlékezetű királyné Mária Terézia szállva volt. Mind a két kastély főurak emelték, de ily tágas lakokat építtetett a múlt században a köznemesség is. Ma már lakályos házakat emelnek mindenfelé, itt-ott villaszerű lakok is láthatók, s inkább a kényelemre, mint a nagyszerűségre vannak tekintettel.” Az Osztrák–Magyar Monarchia írásban és képben – A pesti síkság Archiválva 2008. október 10-i dátummal a Wayback Machine-ben
A mai Monorierdő területén feltártak egy 11. századi temetőt és megtalálták Újfalu (Wyfalu, Vyfalu, Vyfaltz, Nova) maradványait is. Egykori templomának maradványai még a 19. században is álltak, 1964-ben ezen a területen 15–17. századi edénytöredékek, használati tárgyak és vaseszközök kerültek a felszínre.
A település középkori emlékei közül a legérdekesebb egy faragott kőedény, amelynek rendeltetése nem tisztázott és egy eredeti középkori kézi malomkő.

### Monorierdő üdülőtelep (Monori Erdőnyaraló)

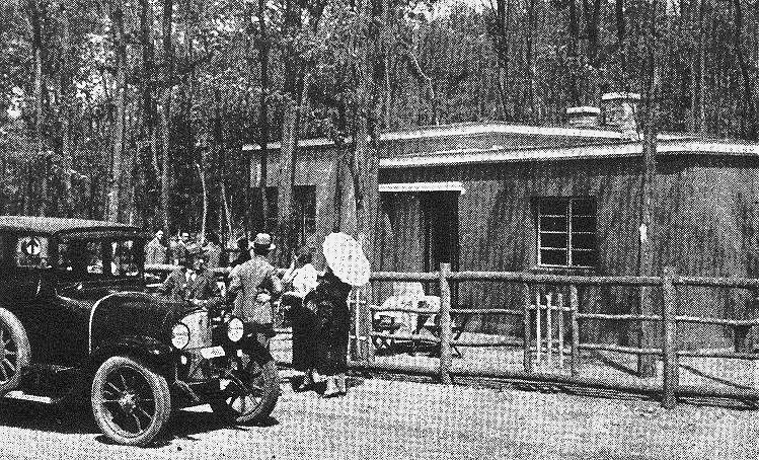
Monori Erdőnyaraló vendéglője, 1934

A terület az 1930-as évekig volt az egri káptalan birtokában. A kegyúr 1932-ben kezdeményezte a mai Monorierdő helyén lévő erdőterület parcellázását. Egy pénzcsoport vállalta a parcellázás lebonyolítását. A földművelési miniszter a terület felének, 180 holdnak a kimérését engedélyezte. 1200 db, egyenként 150 négyszögöles üdülőtelket alakítottak ki úgy, hogy az erdő 60%-át lehetett csak kivágni. Az 1933-as parcellázás után Monorierdő üdülőterületként szerepelt. 1934-ben már vasúti megállóhely is létesült, és egy vendéglő is az ide látogatók ellátását szolgálta. A vendéglő neve kezdetben csak Vendéglő, majd Csingilingi-csárda, végül Autós-csárda lett.
A monorierdői strandfürdőt 1935-ben kezdték építeni, és 1937. július 10-én nyitották meg. A strand vízellátását egy 430 méter mély kútból biztosították. A területen a villanyvilágítást is megoldották.
Erdőnyaralói Hírek, Bp., 1934. dec. 24.-1936. febr.: az Egri Főkáptalan Monori Erdőnyaraló parcellázásának hivatalos lapja. – Megj. havonta, össz. 14 sz. Szerk. és kiadó: Komjáthy Kázmér. Ny: Egyesült Kő- és Kvny. Rt. T.E.Erdőnyaralói Hírek
Az egri főkáptalan monori erdőparcellázása igen nagy érdeklődést keltett Budán is. A társasági élet számos kitünősége szándékozik megtelepedni a gyönyörű vidéken. Most „Erdőnyaralói Hírek“ címmel külön ujság tájékoztatja az érdeklődőket a telep keletkezéséről földtani felépítéséről és építési víszonyairól. Cikket írtak az első számba: Manchen Mariska, Majer István dr. egvet. adjunktus, Lázár Szilárd dr. festőművész-tanár Boczonádi Szabó Imre szerkesztő, Fispan Jenő dr. főorvos, Vargha Klára és Szabó Ilonka operai tagok és Rostoványi György. A lapot ifj. Komjáthy Kázmér szerkeszti kitűnően. Szerkesztősége: Budapesten a Kecskeméti u. 19. sz. alatt van.
Fichmann Malvin és Fichmann Zsigmond 1935-ben az egri főkáptalantól a monori erdőben százötven-százötven négyszögölnyi telket vett részletre. Azonban az 1939-es zsidótörvények nyomán a földhivatal a bejegyzést már megtagadta. Így a tulajdonosok „telekkönyvön kívül rekedt tulajdonosok” maradtak. 1945 után a területet pedig államosították. 
1926. szeptember elsején kezdődött meg az iskolai oktatás Monorierdőn. A tanítás Magócsi Zoltán házában (Beton út 69.) indult el. Az 1927/1928. tanévben már az egri Káptalan által felajánlott telken a vasút mellett felépült egytantermes iskolában folytatódott a tanítás. Az 1943/1944-es tanévben megszűnik tagiskola lenni. Az intézmény hivatalos neve: Monorierdei Állami Népiskola. Igazgatója: Oláh István, a monori József Attila Gimnázium alapítója.

### Amásodik világháborúután

#### A településrész útja az önálló községgé válásig
A település a világháború előtt csak gazdag budapestiek nyaralóhelyeként funkcionált, a háború után sok otthontalan család költözött be a szép és csinos elhagyott nyaralókba. A településrész fejlődése ezután Monor község, majd város ambíciójától függött, de ezt a kényszerhelyzetet csak a rendszerváltás utáni, önállósulást célzó, civil szerveződés oldotta meg végérvényesen.
1963-ban a falu központi részén kezdtek hozzá az új iskola építéséhez. 1994-re alakult ki az iskola épületegyüttesének jelenleg állapota.
Az 1970-es évektől üdülő jellege egyre csökkent, és folyamatosan nőtt az állandóan ott élő lakosság száma.
A készülő rendszerváltást megelőlegezendő: az 1985-ös "demokratikus ellenzék" számára egészében sikeresnek nem mondható választások után egy héttel, 1985. június 14–16. között, a monorierdői kempingben zajlott le a "monori találkozó", a Kádár-rendszer értelmiségi ellenzékének első összejövetele. Itt találkozott 45 magyar értelmiségi, hogy kicserélje gondolatait a magyar gazdaság és társadalom helyzetéről, fejlesztési lehetőségeiről.
A résztvevők az akkori nem hivatalos ellenzék rendkívül különböző irányzatot képviselő tagjai voltak. A rendszerváltás előkészítésében nagyon fontos szerepet játszott ez az esemény. A népi írók, a szabadságjogokért küzdő demokratikus ellenzék és a reformközgazdászok találkoztak egymás jobb megismerése végett Monorierdőn.
Többen közülük közösen vettek részt már a Bibó-emlékkönyv megírásában, félretéve a népi-urbánus ellentétet. Senki sem sejtette 1985-ben, hogy a rendszerváltás békessége lesz a tét három évvel később. A házigazda Donáth Ferenc volt, a vitairatot pedig négyen írták: Csurka István, Csoóri Sándor, Bauer Tamás és Kis János.

#### A monorierdői környezetszennyezés botrány
A Minőségi Vegyipari Kisszövetkezet tevékenysége miatt már 1984-től érkeztek lakossági bejelentések a Környezetvédelmi és Vízgazdálkodási Minisztériumhoz, mivel a polgárok is felfigyeltek a kisszövetkezet környezetkárosító tevékenységére. Egyes termékek pora és bűze ugyanis messzire elért. Esetenként megrendelésre az Egyesült Államokból és Nyugat-Európából behozott mérgeket kevertek, titkos receptúrák szerint, primitív körülmények között, amelyeket kifejezetten azért szállítottak ide, mert ott nem engedték, hogy veszélyeztessék a környezetet. Ezek a jövőben még bármikor beláthatatlan károkat okozhatnak.
1987 júniusában a Környezetvédelmi és Vízgazdálkodási Minisztérium ellenőrzést tartott a telepen. Megállapításuk szerint az elásott hulladékok környezetében roncsolódott a talaj és mérgező nehézfémekkel, például krómmal, nikkellel, valamint nitritekkel és nitrátokkal szennyeződött a talajvíz. A minisztériumhoz hasonlóan a Földmérő és Talajvizsgáló Vállalat, a Pest megyei Köjál, majd az Országos Közegészségügyi Intézet is végzett vizsgálatokat. A Vízügyi Kutató Intézet vizsgálatának eredményei kiegészítik a megállapításokat: „A fémek közül számottevő szennyeződést csak a króm okozott. A talajvízben a határértéke ötvenszerese a megengedettnek. Az összes sókoncentráció pedig tízszerese a felső határértéknek." A telepen több száz tonna veszélyes hulladékot termeltek ki. Ebből 120-140 tonnát a hernádkércsi átmeneti tárolóba szállítottak. Kitermeltek még 600 köbméter szennyezett talajt is. 90 köbméter, azaz 120-130 tonnányi veszélyes hulladék – bár figyelték a kisszövetkezetet – eltűnt. Még a rendőrség sem találta.
 Monorierdő területén a vegyi hulladék okozta talaj- és talajvíz szennyezettség az ott élő lakosság egészségét veszélyeztető helyzetet teremtett. A szennyezettség megítélésére akkor a közegészségügynek kísérletes toxikológiai módszerek álltak rendelkezésére. A talajszennyezettség következményeinek elhárítása során a kiemelt talaj toxicitása által okozott kockázatot állatkísérletes és in-vitro vizsgálatokkal határozták meg.dia

#### Intenzív fejlődés a rendszerváltás után
Az 1990-es évektől intenzív fejlődés következett be. 1994-ben kiépült a telefonhálózat, majd bevezették a földgázt, korszerűsítették a közvilágítást, 2003-ra kiépült az ivóvíz- és csatornahálózat. 2003-ban a lakosságszám meghaladta a 3000 főt. Általános iskola, óvoda, orvosi rendelő és több üzlet áll az itt lakók rendelkezésére, sőt néhány helyi buszjárattal Monorra is lehet utazni. A víz-csatorna hálózat kiépülése után a rossz állapotú földutakat folyamatosan aszfaltozott utak váltották fel.
Monorierdő településrész képviseletét két fő választott képviselő látta el, valamint külsős tagokkal a Településrész Önkormányzat (TÖNK) hozott döntéseket és javaslatokat.
2001. január 25-én az iskola Fekete István író nevét vette fel.
2001. október 24-én Monorierdőnél a biztosítóberendezés meghibásodása miatt összeütközött két személyvonat. A balesetnek 37 sérültje volt.
2003-ban a lakosságszám 3000 főt meghaladó volt.

### Monorierdő önálló község
Monorierdő mint településrész 2006-ig Monorhoz tartozott.
„A Képviselő-testület a "Monorierdőért Egyesület" kezdeményezésére a vonatkozó jogszabályok rendelkezéseire tekintettel 2005. április 3-ára (vasárnap) népszavazást írt Monorierdő településrész leválása és új község alakításának az ügyében. A népszavazás napján 6.00 és 19.00 óra között az alábbi kérdésre lehet majd szavazni: "Akarja-e, hogy Monor várostól leváljon és Monorierdő néven önálló községként működjön a település?" A népszavazás érvényes, ha a választópolgárok több mint a fele szavazott, és eredményes, ha a szavazóknak több mint a fele a megfogalmazott kérdésre azonos választ adott. Érvényes és eredményes népszavazás esetén – a Köztársasági Elnök határozata után – a 2006. évi önkormányzati választás napjától válhat önálló településsé Monorierdő.”
Monor város képviselő-testülete
Az 1990-es évek elején létrejött „Tiszta Lappal” Társadalmi Egyesület tagjainak szervezésében 1993-ban és 1995-ben is volt egy sikertelen népszavazás a leválás érdekében. Az egyesület és az akkori monori vezetés létrehozta a Leválást Előkészítő Bizottságot, amely – többek között – a település mai nevét is eldönthette az MTA Nyelvtudományi Intézetének szakbizottságával.
(Erre azért volt szükség, mert, egyrészt: törvény írja elő a véleményeztetést, másrészt pedig: néhány monorierdői lakos azon a véleményen volt, hogy a településnek a történelem során „előtelepülésének” tekinthető Wyfalu (azaz Újfalu) , vagy egy másik – szerintük – szintén „előtelepülésének” tekinthető(?) Zsigra nevet kell adni.)
2004-ben megalakult a „Monorierdőért Egyesület”, amelynek tagjai úgy gondolták, hogy lakóhelyükért akkor tudnak tenni valamit, ha újra kezdeményezik a különválást. A szükséges jogi lépéseket meg is tették, és az önkormányzat – amelynek 16 monori és 2 monorierdői tagja volt – a „Monorierdőért Egyesület” kezdeményezésére a vonatkozó jogszabályok rendelkezéseire tekintettel 2005. április 3.-ára népszavazást írt ki Monorierdő településrész leválása és új község alakításának az ügyében.
A népszavazás eredményes és érvényes lett. Monorierdőn a 2006-os önkormányzati választás volt az az időpont, amikor a két település végérvényesen szétvált. Monor a 21 ezer lakosú településből 18 ezer lakosú településsé vált.
A köztársasági elnök 2005-ben hozott határozata alapján, Monor város Monorierdő elnevezésű településrésze, a 88/2005. (VI. 29.) KE határozat alapján, 2006. október 1-jétől, önálló községgé vált „Monorierdő” néven.
„Az idei évben történt egy különleges pillanat. Monor közel 20 ezer lakosú településéből Monorierdő lakossága az idei év tavaszán úgy döntött, hogy nem kíván Monorral együtt funkcionálni. Népszavazás történt, ahol a helyi lakosság úgy szavazott, hogy Monorierdő néven új települést kívánnak kialakítani. Monor elérte azt, hogy Monorierdő mint településrész olyan infrastrukturális ellátottságba kerüljön, hogy az ott élők a saját fenntartásukat meg tudják oldani. Monor nem jár rosszul a településrész kiválásával. A köztársasági elnök aláírta az önálló település létrehozását. Sok szerencsét kívánok Monorierdőnek ahhoz, hogy önállóan, saját maguk megéljenek!” 
2005-ben Monorierdő községgé válásának vajúdása közben történt, május 19-én reggel egy kamion bennragadt a felújított vasúti átjáróban. A Cegléd felől érkező tehervonat 70 km/h-s sebességgel nekiütközött, majd 100 méteren keresztül tolta maga előtt. A kamion roncsai elsodorták a fénysorompót és a pénztárépület sínek felé eső falát. A helyiségben tartózkodó pénztárosnő nagy szerencséjére kisebb sérülésekkel megúszta az esetet. Az 1934-ben létesített műemlék állomásépületet később lebontották.

### Monorierdő napjainkban

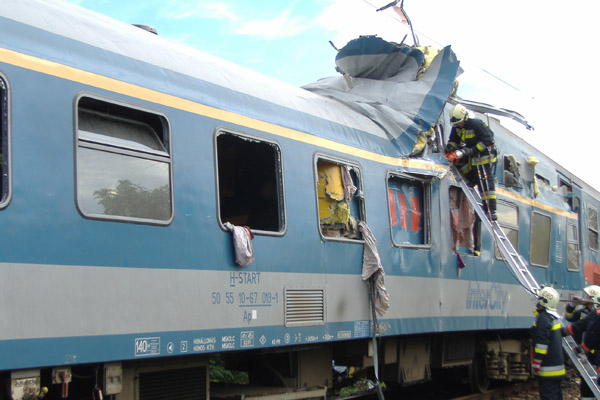
Monorierdői vasúti baleset 2008. október 6. 10 óra 20 perc

A népesség növekedése a  nyolcvanas  években stagnált, 1990-ig tartósan 2200-2300 fő volt. 1990 és 2000 között azonban ugrásszerű változás következett be és 50%-kal nőtt népesség, majd 2011-ig gyakorlatilag megduplázódott, így ma már több mint 4200 fő a lakosságszám. Monorierdőn kialakult a teljes infrastruktúra, és kiépítették a szilárd burkolatú utakat. Van óvoda, iskola, orvosi és gyermekorvosi rendelő, vasúti megálló, helyi buszjárat, posta, gyógyszertár.
Tehát minden megvan ahhoz, hogy önálló életet kezdjen. A szétválással a most már csak 18 ezer lakosú Monor város jobban összpontosíthat önmagára, kevesebb intézményt, utat, közművet, közterületet kell fenntartania. Így mondhatni, hogy mindkét település jól járt.
A főváros közelsége (repülőtér 22 km), jó autóutak, a jól megszervezett tömegközlekedés (a reggeli órákban Monorierdőről, és a késő délutáni órákban Budapestről 20 percenként közlekedik vonat, és 42 vagy 52 perc alatt lehet beérni a Nyugati pályaudvarra, vagy vissza Monorierdőre, attól függően, hogy a zónázó, vagy a minden megállóhelyen megálló személyvonatot választja az utas.)
A kiváló háttér-infrastruktúra elősegíti Monorierdő gyors fejlődését.
Máris új beruházásokon törik a fejüket Monorierdő vezetői.
Számtalan formájú „tőkebevonásban” gondolkodik a település polgármestere és választott képviselői.
Felmerült például olyan befektetési lehetőség is, hogy a meglévő meleg vizes kútra, valamint a kemping területét felhasználva valamilyen termálfürdő – gyógyfürdő komplexumot hoznának létre, és ezzel együtt több helybeli lakosnak tudnának megélhetési lehetőséget biztosítani.
Jelenleg a helyi temető kialakításán kívül, a helyi piac tervezési munkálatai folynak és jó esély kínálkozik a beruházási források megpályázása terén is.
2008. október 6-án Monorierdő vasútállomás előtt vasúti baleset történt, egy személyvonat Pilis felől hátulról beleszaladt a továbbhaladásra várakozó Hajdú InterCity vonatba. 4 utas elhunyt, 26 megsérült.
2011. június 4-én felavatták a település rovásos helynévtábláját.

## Népesség
A település népességének változása:
| Lakosok száma | 4116 | 4073 | 4286 | 4578 | 5005 | 5075 | 5137 |
|               | 2013 | 2014 | 2018 | 2021 | 2022 | 2023 | 2024 |

A 2011-es népszámlálás során a lakosok 85,5%-a magyarnak, 3,6% cigánynak, 0,7% németnek, 0,6% románnak mondta magát (14,3% nem nyilatkozott; a kettős identitások miatt a végösszeg nagyobb lehet 100%-nál). A vallási megoszlás a következő volt: római katolikus 24,8%, református 12,8%, evangélikus 3,7%, görögkatolikus 0,6%, felekezeten kívüli 20,5% (36,1% nem nyilatkozott).
2022-ben a lakosság 88,1%-a vallotta magát magyarnak, 1,9% cigánynak, 0,4% németnek, 0,4% románnak, 0,1-0,1% lengyelnek, görögnek, ukránnak és ruszinnak, 3,1% egyéb, nem hazai nemzetiségűnek (11,7% nem nyilatkozott; a kettős identitások miatt a végösszeg nagyobb lehet 100%-nál). Vallásuk szerint 16,9% volt római katolikus, 12,8% református, 3,4% evangélikus, 0,7% görög katolikus, 1,7% egyéb keresztény, 0,7% egyéb katolikus, 20,9% felekezeten kívüli (42,5% nem válaszolt).

## Közélete

### Polgármesterei
- 2006–2010: Juhász Sándor (független)[16]
- 2010–2013: Juhász Sándor (független)[17]
- 2013–2014: Szente Béla (Jobbik)[18]
- 2014–2019: Szente Béla (Jobbik)[19]
- 2019–2024: Szente Béla (független)[20]
- 2024– : Borbás Viktor (Egy célért, Együtt Monorierdőért Egyesület)[1]

A településen 2013. június 2-án időközi polgármester-választást tartottak, az előző polgármester lemondása miatt.